# Commercial Union Assurance Grand Prix 1974
Il Commercial Union Assurance Grand Prix 1974 fu una serie di tornei maschili di tennis, che includeva i quattro tornei del Grande Slam e tutti gli altri tornei del Grand Prix. Non erano invece inclusi i tornei del circuito WCT. Iniziò il 26 dicembre 1973 con l'Australian Open e si concluse il 15 dicembre con la finale del Masters.

## Calendario
Legenda
| TC (Triple Crown)                         |
| Grand Prix Masters                        |
| Group AA                                  |
| Group A                                   |
| Group B                                   |
| Group C                                   |
| Torneo indipendente riconosciuto dall'ATP |
| Evento a squadre                          |

### Dicembre 1973
| Settimana        | Torneo                                                                                 | Vincitore                             | Finalista             | Semifinalisti            | Eliminati ai quarti                                     |
| ---------------- | -------------------------------------------------------------------------------------- | ------------------------------------- | --------------------- | ------------------------ | ------------------------------------------------------- |
| 26 dicembre 1973 | Australian Open 1974 Melbourne, Australia 33 400 $ – Erba – 64S/35D Singolare - Doppio | Jimmy Connors 7–6, 6–4, 4–6, 6–3      | Phil Dent             | Ross Case John Alexander | John Newcombe Colin Dibley Bob Giltinan Vladimír Zedník |
| 26 dicembre 1973 | Australian Open 1974 Melbourne, Australia 33 400 $ – Erba – 64S/35D Singolare - Doppio | Ross Case Geoff Masters 6-7, 6-3, 6-4 | Syd Ball Bob Giltinan | Ross Case John Alexander | John Newcombe Colin Dibley Bob Giltinan Vladimír Zedník |

### Gennaio
| Settimana  | Torneo                                                                                      | Vincitore                              | Finalista                    | Semifinalisti                   | Eliminati ai quarti                                   |
| ---------- | ------------------------------------------------------------------------------------------- | -------------------------------------- | ---------------------------- | ------------------------------- | ----------------------------------------------------- |
| 7 gennaio  | Benson & Hedges Open 1974 Auckland, Australia Erba - $20000 Singolare - Doppio              | Björn Borg 6-4, 6-3, 6-1               | Onny Parun                   | Ross Case Colin Dibley          | Syd Ball Allan Stone Dick Crealy Bob Giltinan         |
| 7 gennaio  | Benson & Hedges Open 1974 Auckland, Australia Erba - $20000 Singolare - Doppio              | Syd Ball Bob Giltinan 6–1, 6–4         | Ray Ruffels Allan Stone      | Ross Case Colin Dibley          | Syd Ball Allan Stone Dick Crealy Bob Giltinan         |
| 14 gennaio | Roanoke International Tennis 1974 Roanoke, Stati Uniti 20 000 $ - Indoor Singolare - Doppio | Jimmy Connors 6-4-, 6-3                | Karl Meiler                  | Vitas Gerulaitis Vijay Amritraj | Iván Molina Ian Fletcher Ian Crookenden Jeff Austin   |
| 14 gennaio | Roanoke International Tennis 1974 Roanoke, Stati Uniti 20 000 $ - Indoor Singolare - Doppio | Sandy Mayer Vitas Gerulaitis 7-6, 6-2  | Ian Crookenden Jeff Simpson  | Vitas Gerulaitis Vijay Amritraj | Iván Molina Ian Fletcher Ian Crookenden Jeff Austin   |
| 21 gennaio | Omaha Open 1974 Omaha, Stati Uniti 20 000 $ - Sintetico indoor Singolare - Doppio           | Karl Meiler 6-3, 1-6, 6-1              | Jimmy Connors                | Ian Crookenden William Brown    | Byron Bertram Jeff Austin Vijay Amritraj Ian Fletcher |
| 21 gennaio | Omaha Open 1974 Omaha, Stati Uniti 20 000 $ - Sintetico indoor Singolare - Doppio           | Karl Meiler Jürgen Fassbender 6-2, 6-4 | Ian Fletcher Kim Warwick     | Ian Crookenden William Brown    | Byron Bertram Jeff Austin Vijay Amritraj Ian Fletcher |
| 28 gennaio | Baltimore Open 1974 Baltimora, Stati Uniti 20 000 $ - Sintetico indoor Singolare - Doppio   | Sandy Mayer 6-2, 6-1                   | Clark Graebner               | Jürgen Fassbender Charles Owens | Vijay Amritraj Byron Bertram John Austin Kim Warwick  |
| 28 gennaio | Baltimore Open 1974 Baltimora, Stati Uniti 20 000 $ - Sintetico indoor Singolare - Doppio   | Karl Meiler Jürgen Fassbender 7-6, 7-5 | Owen Davidson Clark Graebner | Jürgen Fassbender Charles Owens | Vijay Amritraj Byron Bertram John Austin Kim Warwick  |

### Febbraio
| Settimana   | Torneo | Vincitore                                 | Finalista                           | Semifinalisti                | Eliminati ai quarti                                       |
| ----------- | --- | ----------------------------------------- | ----------------------------------- | ---------------------------- | --------------------------------------------------------- |
| 4 febbraio  | Little Rock Open 1974 Little Rock, Stati Uniti 20 000 $ - Sintetico indoor Singolare - Doppio                 | Jimmy Connors 6-0, 7–6(3)                 | Karl Meiler                         | Vitas Gerulaitis Kim Warwick | Ian Fletcher Dick Bohrnstedt Byron Bertram Toma Ovici     |
| 4 febbraio  | Little Rock Open 1974 Little Rock, Stati Uniti 20 000 $ - Sintetico indoor Singolare - Doppio                 | Karl Meiler Jürgen Fassbender 6-0, 6-2    | Vitas Gerulaitis Bob Hewitt         | Vitas Gerulaitis Kim Warwick | Ian Fletcher Dick Bohrnstedt Byron Bertram Toma Ovici     |
| 11 febbraio | ATP Birmingham 1974 Birmingham, Stati Uniti 25 000 $ - Sintetico indoor Singolare - Doppio                    | Jimmy Connors 6-4, 6-0                    | Sandy Mayer                         | Charles Owens Karl Meiler    | Belus Prajoux Jeff Simpson Jürgen Fassbender Ian Fletcher |
| 11 febbraio | ATP Birmingham 1974 Birmingham, Stati Uniti 25 000 $ - Sintetico indoor Singolare - Doppio                    | Sandy Mayer Ian Fletcher 4-6, 6-7, 6-1    | Nicholas Kalogeropoulos Iván Molina | Charles Owens Karl Meiler    | Belus Prajoux Jeff Simpson Jürgen Fassbender Ian Fletcher |
| 18 febbraio | U.S. Indoor National Championships 1974 Salisbury, Stati Uniti 50 000 $ - Sintetico indoor Singolare - Doppio | Jimmy Connors 6-4, 7-5, 6-3               | Frew McMillan                       | James Delaney John Alexander | Pierre Barthes Robert Kreiss Nikola Pilić Ian Fletcher    |
| 18 febbraio | U.S. Indoor National Championships 1974 Salisbury, Stati Uniti 50 000 $ - Sintetico indoor Singolare - Doppio | Frew McMillan Jimmy Connors 3-6, 6-2, 6-1 | Byron Bertram Andrew Pattison       | James Delaney John Alexander | Pierre Barthes Robert Kreiss Nikola Pilić Ian Fletcher    |
| 25 febbraio | Paramus Indoor 1974 Paramus, Stati Uniti 20 000 $ - Indoor Singolare                                          | Sandy Mayer 6-1, 6-3                      | Jürgen Fassbender                   | Ian Fletcher Vijay Amritraj  | Jeff Austin Iván Molina Vitas Gerulaitis Charles Owens    |

### Marzo
| Settimana | Torneo                                                                                              | Vincitore                                    | Finalista                   | Semifinalisti                   | Eliminati ai quarti                                        |
| --------- | --------------------------------------------------------------------------------------------------- | -------------------------------------------- | --------------------------- | ------------------------------- | ---------------------------------------------------------- |
| 4 marzo   | Hampton Open 1974 Hampton, Stati Uniti 35 000 $ - Sintetico indoor Singolare - Doppio               | Jimmy Connors 6-4, 7-5                       | Ilie Năstase                | Balázs Taróczy Nikola Pilić     | Hans Kary Georges Goven Billy Martin Jürgen Fassbender     |
| 4 marzo   | Hampton Open 1974 Hampton, Stati Uniti 35 000 $ - Sintetico indoor Singolare - Doppio               | Nikola Pilić Željko Franulović 4-6, 7-5, 6-1 | Pat Cramer Mike Estep       | Balázs Taróczy Nikola Pilić     | Hans Kary Georges Goven Billy Martin Jürgen Fassbender     |
| 11 marzo  | Calgary Indoor 1974 Calgary, Calgary 25 000 $ - Sintetico indoor Singolare - Doppio                 | Karl Meiler 6-4, 3-6, 6-3                    | Byron Bertram               | Jairo Velasco Ian Crookenden    | Kim Warwick Balázs Taróczy Dick Bohrnstedt José Higueras   |
| 11 marzo  | Calgary Indoor 1974 Calgary, Calgary 25 000 $ - Sintetico indoor Singolare - Doppio                 | Karl Meiler Jürgen Fassbender 6-4, 6-4       | Iván Molina Jairo Velasco   | Jairo Velasco Ian Crookenden    | Kim Warwick Balázs Taróczy Dick Bohrnstedt José Higueras   |
| 18 marzo  | Salt Lake City Open 1974 Salt Lake City, Stati Uniti 17 500 $ - Sintetico indoor Singolare - Doppio | Jimmy Connors 6-3, 6-3                       | Vitas Gerulaitis            | Dick Bohrnstedt Billy Martin    | Jairo Velasco Ian Crookenden Jim Osborne Jürgen Fassbender |
| 18 marzo  | Salt Lake City Open 1974 Salt Lake City, Stati Uniti 17 500 $ - Sintetico indoor Singolare - Doppio | Vitas Gerulaitis Jimmy Connors 2-6, 7-6, 7-5 | Iván Molina Jairo Velasco   | Dick Bohrnstedt Billy Martin    | Jairo Velasco Ian Crookenden Jim Osborne Jürgen Fassbender |
| 18 marzo  | Tucson Tennis Games 1974 Tucson, Stati Uniti 150 000 $ - Cemento Singolare - Doppio                 | John Newcombe 6-3, 7-6                       | Arthur Ashe                 | Stan Smith Tom Okker            | Brian Gottfried Cliff Drysdale Rod Laver Bob Lutz          |
| 18 marzo  | Tucson Tennis Games 1974 Tucson, Stati Uniti 150 000 $ - Cemento Singolare - Doppio                 | Sherwood Stewart Charlie Pasarell 6-4, 6-4   | Tom Edlefsen Manuel Orantes | Stan Smith Tom Okker            | Brian Gottfried Cliff Drysdale Rod Laver Bob Lutz          |
| 18 marzo  | Tennis South Invitational 1974 Jackson, Stati Uniti Sintetico indoor Singolare - Doppio             | Sandy Mayer 6-3, 6-3                         | Karl Meiler                 | Vijay Amritraj Kim Warwick      | Jeff Simpson Grover Reid Charles Owens Syd Ball            |
| 18 marzo  | Tennis South Invitational 1974 Jackson, Stati Uniti Sintetico indoor Singolare - Doppio             | Grover Reid Fred McNair 3-6, 6-3, 6-3        | Byron Bertram John Feaver   | Vijay Amritraj Kim Warwick      | Jeff Simpson Grover Reid Charles Owens Syd Ball            |
| 25 marzo  | Tempe Open 1974 Tempe, Stati Uniti 20 000 $ - Cemento Singolare - Doppio                            | Jimmy Connors 6-1, 6-2                       | Vijay Amritraj              | Byron Bertram Jürgen Fassbender | Charles Owens Vitas Gerulaitis Jeff Austin Ian Fletcher    |
| 25 marzo  | Tempe Open 1974 Tempe, Stati Uniti 20 000 $ - Cemento Singolare - Doppio                            | Karl Meiler Jürgen Fassbender 4-6, 6-4, 7-5  | Ian Fletcher Kim Warwick    | Byron Bertram Jürgen Fassbender | Charles Owens Vitas Gerulaitis Jeff Austin Ian Fletcher    |

### Aprile
| Settimana | Torneo                                                   | Vincitore               | Finalista   | Semifinalisti               | Eliminati ai quarti                                        |
| --------- | -------------------------------------------------------- | ----------------------- | ----------- | --------------------------- | ---------------------------------------------------------- |
| 1º aprile | Equity Tournament 1974 Washington, Stati Uniti Singolare | Vijay Amritraj 6-4, 6-3 | Karl Meiler | Jimmy Connors Charles Owens | Ian Crookenden Ian Fletcher Vitas Gerulaitis Byron Bertram |

### Maggio
| Settimana | Torneo | Vincitore                                           | Finalista                             | Semifinalisti                      | Eliminati ai quarti                                                  |
| --------- | --- | --------------------------------------------------- | ------------------------------------- | ---------------------------------- | -------------------------------------------------------------------- |
| 6 maggio  | ATP Firenze 1974 Firenze, Italia 25 000 $ - Terra rossa – 32S/16D Singolare - Doppio                                     | Adriano Panatta 6-3 6-1                             | Paolo Bertolucci                      | Onny Parun Julian Ganzabal         | Jeff Simpson Leif Johansson Barry Phillips-Moore Vincenzo Franchitti |
| 6 maggio  | ATP Firenze 1974 Firenze, Italia 25 000 $ - Terra rossa – 32S/16D Singolare - Doppio                                     | Paolo Bertolucci Adriano Panatta 6-3, 3-6, 6-4      | Robert Machan Balázs Taróczy          | Onny Parun Julian Ganzabal         | Jeff Simpson Leif Johansson Barry Phillips-Moore Vincenzo Franchitti |
| 13 maggio | Alan King Tennis Classic 1974 Las Vegas, Stati Uniti 150 000 $ - Cemento Singolare - Doppio                              | Rod Laver 6-2, 6-2                                  | Marty Riessen                         | John Newcombe Tom Okker            | Harold Solomon Arthur Ashe Bob Lutz Stan Smith                       |
| 13 maggio | Alan King Tennis Classic 1974 Las Vegas, Stati Uniti 150 000 $ - Cemento Singolare - Doppio                              | Rod Laver Roy Emerson 6-7, 6-4, 6-4                 | Frew McMillan John Newcombe           | John Newcombe Tom Okker            | Harold Solomon Arthur Ashe Bob Lutz Stan Smith                       |
| 13 maggio | Internazionali di Tennis di Baviera 1974 Monaco di Baviera, Germania 25 000 $ - Terra rossa – 32S/16D Singolare - Doppio | Jürgen Fassbender 6-2, 5-7, 6-1, 6-4                | François Jauffret                     | Corrado Barazzutti Adriano Panatta | Ilie Năstase Paolo Bertolucci Karl Meiler Manuel Orantes             |
| 13 maggio | Internazionali di Tennis di Baviera 1974 Monaco di Baviera, Germania 25 000 $ - Terra rossa – 32S/16D Singolare - Doppio | Antonio Muñoz Manuel Orantes 2-6, 6-4, 7-6, 6-2     | Jürgen Fassbender Hans-Jürgen Pohmann | Corrado Barazzutti Adriano Panatta | Ilie Năstase Paolo Bertolucci Karl Meiler Manuel Orantes             |
| 20 maggio | ATP German Open 1974 Amburgo, Germania dell'Ovest 50 000 $ - Terra rossa – 36S/16D/16XD Singolare - Doppio               | Eddie Dibbs 6-2 6-2 6-3                             | Hans Joachim Ploetz                   | Guillermo Vilas Jaime Fillol       | François Jauffret Patrick Proisy Antonio Muñoz Jiří Hřebec           |
| 20 maggio | ATP German Open 1974 Amburgo, Germania dell'Ovest 50 000 $ - Terra rossa – 36S/16D/16XD Singolare - Doppio               | Jürgen Fassbender Hans-Jürgen Pohmann 6-3, 6-4, 6-4 | Brian Gottfried Raúl Ramírez,         | Guillermo Vilas Jaime Fillol       | François Jauffret Patrick Proisy Antonio Muñoz Jiří Hřebec           |
| 20 maggio | British Hard Court Championships 1974 Bournemouth, Gran Bretagna 50 000 $ - Terra rossa– 50S/24D/32XD Singolare - Doppio | Ilie Năstase 6-1 6-3 6-2                            | Paolo Bertolucci                      | Corrado Barazzutti Hans Kary       | Jairo Velasco, Sr. Dick Crealy Patrice Dominguez Julian Ganzabal     |
| 20 maggio | British Hard Court Championships 1974 Bournemouth, Gran Bretagna 50 000 $ - Terra rossa– 50S/24D/32XD Singolare - Doppio | Juan Gisbert Ilie Năstase 6–4, 6–2, 6–0             | Corrado Barazzutti Paolo Bertolucci   | Corrado Barazzutti Hans Kary       | Jairo Velasco, Sr. Dick Crealy Patrice Dominguez Julian Ganzabal     |
| 27 maggio | Internazionali d'Italia 1974 Roma, Italia 90 000 $ – Terra rossa – 64S/32D Singolare - Doppio                            | Björn Borg 6-3 6-4 6-2                              | Ilie Năstase                          | Guillermo Vilas Stan Smith         | Steve Krulevitz Manuel Orantes Brian Gottfried Alex Metreveli        |
| 27 maggio | Internazionali d'Italia 1974 Roma, Italia 90 000 $ – Terra rossa – 64S/32D Singolare - Doppio                            | Brian Gottfried Raúl Ramírez 6–3, 6–2, 6–3          | Juan Gisbert Ilie Năstase             | Guillermo Vilas Stan Smith         | Steve Krulevitz Manuel Orantes Brian Gottfried Alex Metreveli        |

### Giugno
| Settimana | Torneo | Vincitore                                              | Finalista                   | Semifinalisti                          | Eliminati ai quarti                                            |
| --------- | --- | ------------------------------------------------------ | --------------------------- | -------------------------------------- | -------------------------------------------------------------- |
| 3 giugno  | Open di Francia 1974 Parigi, Francia 150 000 $ – Terra rossa – 128S/196Q/64D/32XD Singolare - Doppio - Doppio misto                    | Björn Borg 2–6, 6(1)–7, 6–0, 6–1, 6–1                  | Manuel Orantes              | François Jauffret Harold Solomon       | Hans-Jürgen Pohmann Patricio Cornejo Raúl Ramírez Ilie Năstase |
| 3 giugno  | Open di Francia 1974 Parigi, Francia 150 000 $ – Terra rossa – 128S/196Q/64D/32XD Singolare - Doppio - Doppio misto                    | Dick Crealy Onny Parun 6–3, 6–2, 3–6, 5–7, 6–1         | Bob Lutz Stanley Smith      | François Jauffret Harold Solomon       | Hans-Jürgen Pohmann Patricio Cornejo Raúl Ramírez Ilie Năstase |
| 3 giugno  | Open di Francia 1974 Parigi, Francia 150 000 $ – Terra rossa – 128S/196Q/64D/32XD Singolare - Doppio - Doppio misto                    | Doppio misto: Martina Navrátilová Iván Molina 6–3, 6–3 | Rosie Darmon Marcelo Lara   | François Jauffret Harold Solomon       | Hans-Jürgen Pohmann Patricio Cornejo Raúl Ramírez Ilie Năstase |
| 3 giugno  | Surrey Grass Court Championships 1974 Surbiton, Inghilterra Erba Singolare - Doppio                                                    | Bob Giltinan 6-3, 6-2                                  | Syd Ball                    | Stephen Warboys François Van Der Merwe | Larry Turville Ernie Ewert Stephen Myers Robert Wilson         |
| 3 giugno  | Surrey Grass Court Championships 1974 Surbiton, Inghilterra Erba Singolare - Doppio                                                    | John Paish Stephen Warboys 3-6 6-3 12-10               | Ray Keldie Pancho Walthall  | Stephen Warboys François Van Der Merwe | Larry Turville Ernie Ewert Stephen Myers Robert Wilson         |
| 3 giugno  | Manchester Open 1974 Manchester, Gran Bretagna Erba Singolare - Doppio                                                                 | Jimmy Connors 13-11 6-2                                | Mike Collins                | Syd Ball Bob Giltinan                  | Rayno Seegers Mark Farrell Richard Lewis Bobby Wilson          |
| 3 giugno  | Manchester Open 1974 Manchester, Gran Bretagna Erba Singolare - Doppio                                                                 | Syd Ball Bob Giltinan 6-2 6-3                          | W Perkins Pancho Walthall   | Syd Ball Bob Giltinan                  | Rayno Seegers Mark Farrell Richard Lewis Bobby Wilson          |
| 10 giugno | Kent Championships 1974 Beckenham, Gran Bretagna Erba Singolare - Doppio                                                               | Vijay Amritraj 6-7 6-2 6-4                             | Tom Gorman                  | Syd Ball Anand Amritraj                | Bernie Mitton Colin Dibley Russell Simpson Mike Collins        |
| 10 giugno | Kent Championships 1974 Beckenham, Gran Bretagna Erba Singolare - Doppio                                                               | Dick Dell Sherwood Stewart 7-6 6-1                     | Chris Kachel Graeme Thomson | Syd Ball Anand Amritraj                | Bernie Mitton Colin Dibley Russell Simpson Mike Collins        |
| 17 giugno | Nottingham John Player 1974 Nottingham, Gran Bretagna 100 000 $ - Erba – 62S/30D Singolare - Doppio                                    | Stan Smith 6-3 1-6 6-3                                 | Alex Metreveli              | Roscoe Tanner Marty Riessen            | Jan Kodeš Jimmy Connors Onny Parun Tom Gorman                  |
| 17 giugno | Nottingham John Player 1974 Nottingham, Gran Bretagna 100 000 $ - Erba – 62S/30D Singolare - Doppio                                    | Charlie Pasarell Erik Van Dillen 9-7, 6-3              | Robert Lutz Stan Smith      | Roscoe Tanner Marty Riessen            | Jan Kodeš Jimmy Connors Onny Parun Tom Gorman                  |
| 24 giugno | Torneo di Wimbledon 1974 Wimbledon, Gran Bretagna Grande Slam 167 125 $ – Erba – 128S/128Q/64D/32Q/56XD/12Q Singolare - Doppio - Misto | Jimmy Connors 6-1 6-1 6-4                              | Ken Rosewall                | Stan Smith Dick Stockton               | John Newcombe Ismail El Shafei Jan Kodeš Alex Metreveli        |
| 24 giugno | Torneo di Wimbledon 1974 Wimbledon, Gran Bretagna Grande Slam 167 125 $ – Erba – 128S/128Q/64D/32Q/56XD/12Q Singolare - Doppio - Misto | John Newcombe Tony Roche 8–6, 6–4, 6–4                 | Robert Lutz Stan Smith      | Stan Smith Dick Stockton               | John Newcombe Ismail El Shafei Jan Kodeš Alex Metreveli        |
| 24 giugno | Torneo di Wimbledon 1974 Wimbledon, Gran Bretagna Grande Slam 167 125 $ – Erba – 128S/128Q/64D/32Q/56XD/12Q Singolare - Doppio - Misto | Doppio misto: Billie Jean King Owen Davidson 6–3, 9–7  | Lesley Charles Mark Farrell | Stan Smith Dick Stockton               | John Newcombe Ismail El Shafei Jan Kodeš Alex Metreveli        |

### Luglio
| Settimana | Torneo                                                                                                | Vincitore                                         | Finalista                             | Semifinalisti                     | Eliminati ai quarti                                                    |
| --------- | --- | ------------------------------------------------- | ------------------------------------- | --------------------------------- | ---------------------------------------------------------------------- |
| 8 luglio  | Swedish Open 1974 Båstad, Svezia 50 000 $ - Terra rossa – 32S/16D Singolare - Doppio                  | Björn Borg 6-3 6-0 6-7 6-3                        | Adriano Panatta                       | Onny Parun Paolo Bertolucci       | Corrado Barazzutti Antonio Zugarelli Leif Johansson Jan Erik Lundquist |
| 8 luglio  | Swedish Open 1974 Båstad, Svezia 50 000 $ - Terra rossa – 32S/16D Singolare - Doppio                  | Paolo Bertolucci Adriano Panatta 6-3, 2-6, 6-3    | Ove Nils Bengtson Björn Borg          | Onny Parun Paolo Bertolucci       | Corrado Barazzutti Antonio Zugarelli Leif Johansson Jan Erik Lundquist |
| 8 luglio  | Düsseldorf Grand Prix 1974 Düsseldorf, Germania Terra rossa Singolare - Doppio                        | Bernard Mignot 6-3, 6-2                           | Jiří Hřebec                           | Jan Kodeš Ulrich Pinner           | Attila Korpas Max Wunschig Christian Kuhnke Andrés Gimeno              |
| 8 luglio  | Düsseldorf Grand Prix 1974 Düsseldorf, Germania Terra rossa Singolare - Doppio                        | Jan Kodeš Jiří Hřebec 6-1, 6-4                    | Kenichi Hirai Toshiro Sakai           | Jan Kodeš Ulrich Pinner           | Attila Korpas Max Wunschig Christian Kuhnke Andrés Gimeno              |
| 8 luglio  | Irish Open 1974 Dublino, Irlanda 25 000 $ - Erba – 29S/22D Singolare - Doppio                         | Sherwood Stewart 6-3 9-8                          | Colin Dowdeswell                      | John Yuill Bob Maud               | Colin Dibley Robert Kreiss Dick Dell Jorge Andrew                      |
| 8 luglio  | Irish Open 1974 Dublino, Irlanda 25 000 $ - Erba – 29S/22D Singolare - Doppio                         | Colin Dowdeswell John Yuill 6-3, 6-2              | Lito Álvarez Jorge Andrew             | John Yuill Bob Maud               | Colin Dibley Robert Kreiss Dick Dell Jorge Andrew                      |
| 8 luglio  | Swiss Open Gstaad 1974 Gstaad, Svizzera 50 000 $ - Terra rossa – 32S/16D Singolare - Doppio           | Guillermo Vilas 6-1 6-2                           | Manuel Orantes                        | Roy Emerson Vijay Amritraj        | Marcelo Lara Ismail El Shafei Barry Phillips-Moore François Jauffret   |
| 8 luglio  | Swiss Open Gstaad 1974 Gstaad, Svizzera 50 000 $ - Terra rossa – 32S/16D Singolare - Doppio           | José Higueras Manuel Orantes 7-5, 0-6, 6-1, 9-8   | Roy Emerson Thomaz Koch               | Roy Emerson Vijay Amritraj        | Marcelo Lara Ismail El Shafei Barry Phillips-Moore François Jauffret   |
| 15 luglio | Chicago Grand Prix 1974 Chicago, Stati Uniti 50 000 $ - Sintetico indoor – 32S/16D Singolare - Doppio | Stan Smith 3-6 6-1 6-4                            | Marty Riessen                         | Eddie Dibbs Dick Dell             | Brian Gottfried Fred McNair Roscoe Tanner Raúl Ramírez                 |
| 15 luglio | Chicago Grand Prix 1974 Chicago, Stati Uniti 50 000 $ - Sintetico indoor – 32S/16D Singolare - Doppio | Tom Gorman Marty Riessen 4-6, 6-3, 7-5            | Brian Gottfried Raúl Ramírez          | Eddie Dibbs Dick Dell             | Brian Gottfried Fred McNair Roscoe Tanner Raúl Ramírez                 |
| 15 luglio | Dutch Open 1974 Hilversum, Paesi Bassi 25 000 $ - Terra rossa Singolare - Doppio                      | Guillermo Vilas 6-4 6-2 1-6                       | Barry Phillips-Moore                  | Marcelo Lara Paul Kronk           | Julian Ganzabal John Lloyd Louk Sanders Jun Kamiwazumi                 |
| 15 luglio | Dutch Open 1974 Hilversum, Paesi Bassi 25 000 $ - Terra rossa Singolare - Doppio                      | Tito Vázquez Guillermo Vilas 6-2 3-6 6-1 6-2      | Lito Álvarez Julian Ganzabal          | Marcelo Lara Paul Kronk           | Julian Ganzabal John Lloyd Louk Sanders Jun Kamiwazumi                 |
| 15 luglio | Austrian Open 1974 Kitzbühel, Austria 25 000 $ - Terra rossa Singolare - Doppio                       | Balázs Taróczy 6-1 6-4 6-4                        | Onny Parun                            | Manuel Orantes Jairo Velasco, Sr. | Tadeusz Nowicki Frank Gebert Hans Kary Milan Holeček                   |
| 15 luglio | Austrian Open 1974 Kitzbühel, Austria 25 000 $ - Terra rossa Singolare - Doppio                       | Iván Molina Jairo Velasco, Sr. 2-6, 7-6, 6-4, 6-4 | František Pála Balázs Taróczy         | Manuel Orantes Jairo Velasco, Sr. | Tadeusz Nowicki Frank Gebert Hans Kary Milan Holeček                   |
| 22 luglio | Washington Open 1974 Washington, Stati Uniti 100 000 $ – Terra rossa – 64S/32D Singolare - Doppio     | Harold Solomon 1-6 6-3 6-4                        | Guillermo Vilas                       | Billy Martin Marty Riessen        | Stan Smith Onny Parun John Alexander Arthur Ashe                       |
| 22 luglio | Washington Open 1974 Washington, Stati Uniti 100 000 $ – Terra rossa – 64S/32D Singolare - Doppio     | Tom Gorman Marty Riessen 7-5, 6-1                 | Patricio Cornejo Jaime Fillol         | Billy Martin Marty Riessen        | Stan Smith Onny Parun John Alexander Arthur Ashe                       |
| 29 luglio | Louisville Open 1974 Louisville, Stati Uniti 100 000 $ – Terra rossa – 64S/32D Singolare - Doppio     | Guillermo Vilas 6-4 7-5                           | Jaime Fillol                          | Manuel Orantes Eddie Dibbs        | Arthur Ashe John Alexander Harold Solomon Stan Smith                   |
| 29 luglio | Louisville Open 1974 Louisville, Stati Uniti 100 000 $ – Terra rossa – 64S/32D Singolare - Doppio     | Charlie Pasarell Erik Van Dillen 6-2 6-3          | Jürgen Fassbender Hans-Jürgen Pohmann | Manuel Orantes Eddie Dibbs        | Arthur Ashe John Alexander Harold Solomon Stan Smith                   |
| 29 luglio | Cincinnati Open 1974 Cincinnati, Stati Uniti 30 000 $ – Sintetico indoor – 32S/16D Singolare - Doppio | Marty Riessen 7-6 7-6                             | Bob Lutz                              | Sherwood Stewart Colin Dibley     | Henry Bunis Jun Kamiwazumi Brian Teacher Steve Krulevitz               |
| 29 luglio | Cincinnati Open 1974 Cincinnati, Stati Uniti 30 000 $ – Sintetico indoor – 32S/16D Singolare - Doppio | Dick Dell Sherwood Stewart 4-6, 7-6, 6-2          | James Delaney John Whitlinger         | Sherwood Stewart Colin Dibley     | Henry Bunis Jun Kamiwazumi Brian Teacher Steve Krulevitz               |

### Agosto
| Settimana | Torneo | Vincitore                                           | Finalista                             | Semifinalisti                 | Eliminati ai quarti                                          |
| --------- | --- | --------------------------------------------------- | ------------------------------------- | ----------------------------- | ------------------------------------------------------------ |
| 5 agosto  | ATP Volvo International 1974 Bretton Woods, Stati Uniti 50 000 $ - Terra rossa – 32S/16D Singolare - Doppio                | Rod Laver 6-4 6-3                                   | Harold Solomon                        | John Alexander Vijay Amritraj | Anand Amritraj Eddie Dibbs Jeff Borowiak François Jauffret   |
| 5 agosto  | ATP Volvo International 1974 Bretton Woods, Stati Uniti 50 000 $ - Terra rossa – 32S/16D Singolare - Doppio                | Jeff Borowiak Rod Laver 6–3, 6–2                    | Georges Goven François Jauffret       | John Alexander Vijay Amritraj | Anand Amritraj Eddie Dibbs Jeff Borowiak François Jauffret   |
| 5 agosto  | U.S. Men's Clay Court Championships 1974 Indianapolis, Indiana, USA 100 000 $ – Terra rossa – 64S/32D Singolare - Doppio   | Jimmy Connors 5-7 6-3 6-4                           | Björn Borg                            | Manuel Orantes Raúl Ramírez   | Onny Parun Guillermo Vilas Brian Gottfried Ilie Năstase      |
| 5 agosto  | U.S. Men's Clay Court Championships 1974 Indianapolis, Indiana, USA 100 000 $ – Terra rossa – 64S/32D Singolare - Doppio   | Jimmy Connors Ilie Năstase 6-7, 6-3, 6-4            | Jürgen Fassbender Hans-Jürgen Pohmann | Manuel Orantes Raúl Ramírez   | Onny Parun Guillermo Vilas Brian Gottfried Ilie Năstase      |
| 12 agosto | Canada Open 1974 Toronto, Canada 100 000 $ – Terra rossa – 64S/32D Singolare - Doppio                                      | Guillermo Vilas 6-4 6-2 6-3                         | Manuel Orantes                        | Tom Okker Juan Gisbert        | Harold Solomon Björn Borg Hans-Jürgen Pohmann Marcelo Lara   |
| 12 agosto | Canada Open 1974 Toronto, Canada 100 000 $ – Terra rossa – 64S/32D Singolare - Doppio                                      | Manuel Orantes Guillermo Vilas 6-4, 5-7, 7-6        | Jürgen Fassbender Hans-Jürgen Pohmann | Tom Okker Juan Gisbert        | Harold Solomon Björn Borg Hans-Jürgen Pohmann Marcelo Lara   |
| 12 agosto | Columbus Open 1974 Columbus, Stati Uniti 50 000 $ - Cemento – 32S/16D Singolare - Doppio                                   | Raúl Ramírez 3-6 7-6 6-4                            | Roscoe Tanner                         | Humphrey Hose Tom Gorman      | Sherwood Stewart Vijay Amritraj John Whitlinger Rick Fisher  |
| 12 agosto | Columbus Open 1974 Columbus, Stati Uniti 50 000 $ - Cemento – 32S/16D Singolare - Doppio                                   | Anand Amritraj Vijay Amritraj Walkover              | Tom Gorman Robert Lutz                | Humphrey Hose Tom Gorman      | Sherwood Stewart Vijay Amritraj John Whitlinger Rick Fisher  |
| 19 agosto | U.S. Pro Tennis Championships 1974 Boston, Massachusetts, Stati Uniti 100 000 $ – Terra rossa – 64S/32D Singolare - Doppio | Björn Borg 7-6 6-1 6-1                              | Tom Okker                             | Guillermo Vilas Jan Kodeš     | Ismail El Shafei Ilie Năstase Marty Riessen Arthur Ashe      |
| 19 agosto | U.S. Pro Tennis Championships 1974 Boston, Massachusetts, Stati Uniti 100 000 $ – Terra rossa – 64S/32D Singolare - Doppio | Robert Lutz Stan Smith 3-6, 6-4, 6-3                | Hans-Jürgen Pohmann Marty Riessen     | Guillermo Vilas Jan Kodeš     | Ismail El Shafei Ilie Năstase Marty Riessen Arthur Ashe      |
| 19 agosto | Pennsylvania Lawn Tennis Championship 1974 Merion, Stati Uniti 25 000 $ - Erba – 64S/30D Singolare - Doppio                | John Lloyd 6–0, 4–6, 6–3, 7–5                       | John Whitlinger                       | Ray Keldie Ferdi Taygan       | Mike Estep Fred McNair Jim Delaney Brian Teacher             |
| 19 agosto | Pennsylvania Lawn Tennis Championship 1974 Merion, Stati Uniti 25 000 $ - Erba – 64S/30D Singolare - Doppio                | Roy Barth Humphrey Hose 7–6, 6–2                    | Mike Machette Fred McNair             | Ray Keldie Ferdi Taygan       | Mike Estep Fred McNair Jim Delaney Brian Teacher             |
| 19 agosto | South Orange Open 1974 South Orange, Stati Uniti 50 000 $ - Erba – 32S/16D Singolare - Doppio                              | Alex Metreveli Walkover                             | Jimmy Connors                         | Kim Warwick Anand Amritraj    | Billy Martin Sherwood Stewart Brian Gottfried Vijay Amritraj |
| 19 agosto | South Orange Open 1974 South Orange, Stati Uniti 50 000 $ - Erba – 32S/16D Singolare - Doppio                              | Brian Gottfried Raúl Ramírez 7–6, 6–7, 7–6          | Anand Amritraj Vijay Amritraj         | Kim Warwick Anand Amritraj    | Billy Martin Sherwood Stewart Brian Gottfried Vijay Amritraj |
| 26 agosto | US Open 1974 New York, Stati Uniti 150 000 $ – Erba – 128S/51D/32XD Singolare - Doppio - Doppio misto                      | Jimmy Connors 6-1 6-0 6-1                           | Ken Rosewall                          | Roscoe Tanner John Newcombe   | Alex Metreveli Stan Smith Vijay Amritraj Arthur Ashe         |
| 26 agosto | US Open 1974 New York, Stati Uniti 150 000 $ – Erba – 128S/51D/32XD Singolare - Doppio - Doppio misto                      | Bob Lutz Stan Smith 6–3, 6–3                        | Patricio Cornejo Jaime Fillol         | Roscoe Tanner John Newcombe   | Alex Metreveli Stan Smith Vijay Amritraj Arthur Ashe         |
| 26 agosto | US Open 1974 New York, Stati Uniti 150 000 $ – Erba – 128S/51D/32XD Singolare - Doppio - Doppio misto                      | Doppio misto: Pam Teeguarden Geoff Masters 6–1, 7–6 | Chris Evert Jimmy Connors             | Roscoe Tanner John Newcombe   | Alex Metreveli Stan Smith Vijay Amritraj Arthur Ashe         |

### Settembre
| Settimana    | Torneo | Vincitore                              | Finalista                    | Semifinalisti                  | Eliminati ai quarti                                             |
| ------------ | --- | -------------------------------------- | ---------------------------- | ------------------------------ | --------------------------------------------------------------- |
| 9 settembre  | Cedar Grove Open 1974 Cedar Grove, Stati Uniti 50 000 $ - Cemento indoor – 32S/16D Singolare - Doppio                     | Ilie Năstase 6-4 7-6                   | Juan Gisbert                 | Thomaz Koch Charles Owens      | Ray Ruffels Jürgen Fassbender Barry Phillips-Moore Roger Taylor |
| 9 settembre  | Cedar Grove Open 1974 Cedar Grove, Stati Uniti 50 000 $ - Cemento indoor – 32S/16D Singolare - Doppio                     | Steve Siegel Kim Warwick 4-6, 6-2, 6-1 | Dick Crealy Bob Tanis        | Thomaz Koch Charles Owens      | Ray Ruffels Jürgen Fassbender Barry Phillips-Moore Roger Taylor |
| 16 settembre | Los Angeles Open 1974 Los Angeles, California, Stati Uniti 100 000 $ – Cemento – 64S/32D Singolare - Doppio               | Jimmy Connors 6-3 6-1                  | Harold Solomon               | Andrew Pattison Tom Gorman     | Jeff Borowiak Roscoe Tanner Arthur Ashe Raúl Ramírez            |
| 16 settembre | Los Angeles Open 1974 Los Angeles, California, Stati Uniti 100 000 $ – Cemento – 64S/32D Singolare - Doppio               | Ross Case Geoff Masters 6-3, 6-2       | Brian Gottfried Raúl Ramírez | Andrew Pattison Tom Gorman     | Jeff Borowiak Roscoe Tanner Arthur Ashe Raúl Ramírez            |
| 23 settembre | Pacific Coast Championships 1974 San Francisco, California, USA 100 000 $ – Sintetico indoor – 64S/32D Singolare - Doppio | Ross Case 6-3 5-7 6-4                  | Arthur Ashe                  | Onny Parun Charlie Pasarell    | Jimmy Connors Vitas Gerulaitis Dick Stockton Sandy Mayer        |
| 23 settembre | Pacific Coast Championships 1974 San Francisco, California, USA 100 000 $ – Sintetico indoor – 64S/32D Singolare - Doppio | Bob Lutz Stan Smith 7-5, 6(5)–7, 6-4   | John Alexander Syd Ball      | Onny Parun Charlie Pasarell    | Jimmy Connors Vitas Gerulaitis Dick Stockton Sandy Mayer        |
| 30 settembre | Hawaiian Open 1974 Maui, Hawaii, Stati Uniti 50 000 $ - Cemento – 32S/16D Singolare - Doppio                              | John Newcombe 7-6 7-6                  | Roscoe Tanner                | Dick Stockton Sherwood Stewart | Colin Dibley Ray Ruffels Tom Gorman Onny Parun                  |
| 30 settembre | Hawaiian Open 1974 Maui, Hawaii, Stati Uniti 50 000 $ - Cemento – 32S/16D Singolare - Doppio                              | Dick Stockton Roscoe Tanner 6–3, 7–6   | Owen Davidson John Newcombe  | Dick Stockton Sherwood Stewart | Colin Dibley Ray Ruffels Tom Gorman Onny Parun                  |

### Ottobre
| Settimana  | Torneo | Vincitore                                    | Finalista                             | Semifinalisti                  | Eliminati ai quarti                                         |
| ---------- | --- | -------------------------------------------- | ------------------------------------- | ------------------------------ | ----------------------------------------------------------- |
| 7 ottobre  | Japan Open Tennis Championships 1974 Tokyo, Giappone 75 000 $ - Cemento Singolare - Doppio                        | John Newcombe 3-6 6-2 6-3                    | Ken Rosewall                          | Kim Warwick Dick Stockton      | Onny Parun Roscoe Tanner Cliff Richey Ross Case             |
| 7 ottobre  | Japan Open Tennis Championships 1974 Tokyo, Giappone 75 000 $ - Cemento Singolare - Doppio                        | Doppio non completato                        |                                       | Kim Warwick Dick Stockton      | Onny Parun Roscoe Tanner Cliff Richey Ross Case             |
| 7 ottobre  | Madrid Tennis Grand Prix 1974 Madrid, Spagna 75 000 $ - Terra rossa – 64S/32D Singolare - Doppio                  | Ilie Năstase 6-4, 5-7, 6-2, 4-6, 6-4         | Björn Borg                            | Manuel Orantes Guillermo Vilas | Tom Okker Raúl Ramírez Harold Solomon Jan Kodeš             |
| 7 ottobre  | Madrid Tennis Grand Prix 1974 Madrid, Spagna 75 000 $ - Terra rossa – 64S/32D Singolare - Doppio                  | Patrice Dominguez Antonio Muñoz 6-1, 6-3     | Brian Gottfried Raúl Ramírez          | Manuel Orantes Guillermo Vilas | Tom Okker Raúl Ramírez Harold Solomon Jan Kodeš             |
| 14 ottobre | Torneo Godó 1974 Barcellona, Spagna 75 000 $ - Terra rossa – 64S/32D Singolare - Doppio                           | Ilie Năstase 8-6 9-7 6-3                     | Manuel Orantes                        | Björn Borg François Jauffret   | Jan Kodeš Jaime Fillol Harold Solomon Wojciech Fibak        |
| 14 ottobre | Torneo Godó 1974 Barcellona, Spagna 75 000 $ - Terra rossa – 64S/32D Singolare - Doppio                           | Juan Gisbert Ilie Năstase 3-6, 6-0, 6-2      | Manuel Orantes Guillermo Vilas        | Björn Borg François Jauffret   | Jan Kodeš Jaime Fillol Harold Solomon Wojciech Fibak        |
| 14 ottobre | Australian Indoor Championships 1974 Sydney, Australia 75 000 $ - Cemento indoor – 32S/16D Singolare - Doppio     | John Newcombe 6-4 6-3 6-4                    | Cliff Richey                          | Tony Roche Ken Rosewall        | Onny Parun Allan Stone Phil Dent Roscoe Tanner              |
| 14 ottobre | Australian Indoor Championships 1974 Sydney, Australia 75 000 $ - Cemento indoor – 32S/16D Singolare - Doppio     | Ross Case Geoff Masters 6–4, 6–4             | John Newcombe Tony Roche              | Tony Roche Ken Rosewall        | Onny Parun Allan Stone Phil Dent Roscoe Tanner              |
| 21 ottobre | South Pacific Hard Court Championships 1974 Melbourne, Australia 25 000 $ - Terra rossa Singolare - Doppio        | Dick Stockton 6–2, 6–3, 6–2                  | Geoff Masters                         | John Newcombe Sherwood Stewart | Cliff Letcher Allan Stone Paul Kronk Ernie Ewert            |
| 21 ottobre | South Pacific Hard Court Championships 1974 Melbourne, Australia 25 000 $ - Terra rossa Singolare - Doppio        | Grover Reid Allan Stone 7–6, 6–4             | Mike Estep Paul Kronk                 | John Newcombe Sherwood Stewart | Cliff Letcher Allan Stone Paul Kronk Ernie Ewert            |
| 21 ottobre | Benson & Hedges Classic 1974 Christchurch, Nuova Zelanda 25 000 $ - Sintetico indoor - 32S/15D Singolare - Doppio | Roscoe Tanner 6-4 6-2                        | Ray Ruffels                           | Sandy Mayer Onny Parun         | Fred Stolle Jürgen Fassbender Dick Crealy Cliff Richey      |
| 21 ottobre | Benson & Hedges Classic 1974 Christchurch, Nuova Zelanda 25 000 $ - Sintetico indoor - 32S/15D Singolare - Doppio | Ismail El Shafei Roscoe Tanner Walkover      | Syd Ball Ray Ruffels                  | Sandy Mayer Onny Parun         | Fred Stolle Jürgen Fassbender Dick Crealy Cliff Richey      |
| 21 ottobre | Aryamehr Cup 1974 Teheran, Iran 100 000 $ - Terra rossa – 48S/21D Singolare - Doppio                              | Guillermo Vilas 6-0 6-3 6-1                  | Raúl Ramírez                          | Thomaz Koch Björn Borg         | Brian Gottfried Tom Okker Roger Taylor Eddie Dibbs          |
| 21 ottobre | Aryamehr Cup 1974 Teheran, Iran 100 000 $ - Terra rossa – 48S/21D Singolare - Doppio                              | Manuel Orantes Guillermo Vilas 7-6, 2-6, 6-2 | Brian Gottfried Raúl Ramírez          | Thomaz Koch Björn Borg         | Brian Gottfried Tom Okker Roger Taylor Eddie Dibbs          |
| 28 ottobre | Paris Open 1974 Parigi, Francia 50 000 $ - Cemento indoor – 32S/16D Singolare - Doppio                            | Brian Gottfried 6–3, 5–7, 8–6, 6–0           | Eddie Dibbs                           | Arthur Ashe Jaime Fillol       | Thomaz Koch Charlie Pasarell Harold Solomon Guillermo Vilas |
| 28 ottobre | Paris Open 1974 Parigi, Francia 50 000 $ - Cemento indoor – 32S/16D Singolare - Doppio                            | Patrice Dominguez François Jauffret 7–5, 6–4 | Brian Gottfried Raúl Ramírez          | Arthur Ashe Jaime Fillol       | Thomaz Koch Charlie Pasarell Harold Solomon Guillermo Vilas |
| 28 ottobre | Stadthalle Open 1974 Vienna, Austria 25 000 $ - Cemento indoor – 32S/16D Singolare - Doppio                       | Vitas Gerulaitis 6–4, 3–6, 6–3, 6–2          | Andrew Pattison                       | Tom Gorman Balázs Taróczy      | Karl Meiler Raymond Moore Hans Kary Gerhard Wimmer          |
| 28 ottobre | Stadthalle Open 1974 Vienna, Austria 25 000 $ - Cemento indoor – 32S/16D Singolare - Doppio                       | Raymond Moore Andrew Pattison 6–4, 5–7, 6–4  | Bob Hewitt Frew McMillan              | Tom Gorman Balázs Taróczy      | Karl Meiler Raymond Moore Hans Kary Gerhard Wimmer          |
| 28 ottobre | Jakarta Open 1974 Giacarta, Indonesia 44 500 $ - Cemento – 32S/16D Singolare - Doppio                             | Onny Parun 6-3 6-3 6-4                       | Kim Warwick                           | Jürgen Fassbender Dick Crealy  | Roscoe Tanner Ross Case Sherwood Stewart Jun Kuki           |
| 28 ottobre | Jakarta Open 1974 Giacarta, Indonesia 44 500 $ - Cemento – 32S/16D Singolare - Doppio                             | Ismail El Shafei Roscoe Tanner 7-5, 6-3      | Jürgen Fassbender Hans-Jürgen Pohmann | Jürgen Fassbender Dick Crealy  | Roscoe Tanner Ross Case Sherwood Stewart Jun Kuki           |

### Novembre
| Settimana   | Torneo                                                                                                | Vincitore                                | Finalista                      | Semifinalisti                     | Eliminati ai quarti                                          |
| ----------- | --- | ---------------------------------------- | ------------------------------ | --------------------------------- | ------------------------------------------------------------ |
| 4 novembre  | Stockholm Open 1974 Stoccolma, Svezia 100 000 $ - Cemento indoor – 64S/32D Singolare - Doppio         | Arthur Ashe 6-2 6-2                      | Tom Okker                      | Björn Borg Guillermo Vilas        | Manuel Orantes Marty Riessen Juan Gisbert Raúl Ramírez       |
| 4 novembre  | Stockholm Open 1974 Stoccolma, Svezia 100 000 $ - Cemento indoor – 64S/32D Singolare - Doppio         | Tom Okker Marty Riessen 2–6, 6–3, 6–4    | Bob Hewitt Frew McMillan       | Björn Borg Guillermo Vilas        | Manuel Orantes Marty Riessen Juan Gisbert Raúl Ramírez       |
| 4 novembre  | Hong Kong Open 1974 Hong Kong, Hong Kong 50 000 $ - Cemento – 32S/16D Singolare - Doppio              | Torneo non completato                    |                                |                                   |                                                              |
| 4 novembre  | Hong Kong Open 1974 Hong Kong, Hong Kong 50 000 $ - Cemento – 32S/16D Singolare - Doppio              | Torneo non completato                    |                                |                                   |                                                              |
| 11 novembre | Dewar Cup 1974 Londra, Gran Bretagna 75 000 $ - Sintetico indoor - 32S/16D Singolare - Doppio         | Jimmy Connors 6-2 7-6                    | Brian Gottfried                | Tom Okker Guillermo Vilas         | Harold Solomon Arthur Ashe Manuel Orantes Raúl Ramírez       |
| 11 novembre | Dewar Cup 1974 Londra, Gran Bretagna 75 000 $ - Sintetico indoor - 32S/16D Singolare - Doppio         | Jimmy Connors Ilie Năstase 3-6, 7-6, 6-3 | Brian Gottfried Raúl Ramírez   | Tom Okker Guillermo Vilas         | Harold Solomon Arthur Ashe Manuel Orantes Raúl Ramírez       |
| 11 novembre | Indian Open 1974 Bombay, India 50 000 $ - Terra rossa – 32S/16D Singolare - Doppio                    | Onny Parun 6-3 6-3 7-6                   | Tony Roche                     | John Andrews Dick Crealy          | Anand Amritraj Manuel Santana Vijay Amritraj Dick Dell       |
| 11 novembre | Indian Open 1974 Bombay, India 50 000 $ - Terra rossa – 32S/16D Singolare - Doppio                    | Anand Amritraj Vijay Amritraj 6–4, 7–6   | Dick Crealy Onny Parun         | John Andrews Dick Crealy          | Anand Amritraj Manuel Santana Vijay Amritraj Dick Dell       |
| 11 novembre | Philippine International 1974 Manila, Filippine 50 000 $ - Cemento - 32S/14D Singolare - Doppio       | Ismail El Shafei 7-6 6-1                 | Hans-Jürgen Pohmann            | John Newcombe Jun Kuki            | Roger Taylor Jeff Austin Fred McNair Jürgen Fassbender       |
| 11 novembre | Philippine International 1974 Manila, Filippine 50 000 $ - Cemento - 32S/14D Singolare - Doppio       | Syd Ball Ross Case 6–3, 7–6, 9–7         | Mike Estep Marcelo Lara        | John Newcombe Jun Kuki            | Roger Taylor Jeff Austin Fred McNair Jürgen Fassbender       |
| 11 novembre | Oslo Open 1974 Oslo, Norvegia 25 000 $ - Campo indoor - 32S/16D Singolare - Doppio                    | Jeff Borowiak 6-3 6-2                    | Karl Meiler                    | Bob Hewitt Joaquín Loyo-Mayo      | Hans Kary Vitas Gerulaitis Paul Gerken Haroon Rahim          |
| 11 novembre | Oslo Open 1974 Oslo, Norvegia 25 000 $ - Campo indoor - 32S/16D Singolare - Doppio                    | Karl Meiler Haroon Rahim 6-3, 6-2        | Jeff Borowiak Vitas Gerulaitis | Bob Hewitt Joaquín Loyo-Mayo      | Hans Kary Vitas Gerulaitis Paul Gerken Haroon Rahim          |
| 18 novembre | ATP Buenos Aires 1974 Buenos Aires, Argentina 75 000 $ - Terra rossa – 32S/23D Singolare - Doppio     | Guillermo Vilas 6–3, 0–6, 7–5, 6–2       | Manuel Orantes                 | José Edison Mandarino Iván Molina | Ramiro Benavides Željko Franulović Ricardo Cano Víctor Pecci |
| 18 novembre | ATP Buenos Aires 1974 Buenos Aires, Argentina 75 000 $ - Terra rossa – 32S/23D Singolare - Doppio     | Manuel Orantes Guillermo Vilas 6–4, 6–3  | Patricio Cornejo Jaime Fillol  | José Edison Mandarino Iván Molina | Ramiro Benavides Željko Franulović Ricardo Cano Víctor Pecci |
| 18 novembre | South African Open 1974 Johannesburg, Sudafrica 100 000 $ - Cemento – 32S/32D/16XD Singolare - Doppio | Jimmy Connors 7-6 6-3 6-1                | Arthur Ashe                    | Harold Solomon Raúl Ramírez       | Andrew Pattison Tom Okker Marty Riessen Ken Rosewall         |
| 18 novembre | South African Open 1974 Johannesburg, Sudafrica 100 000 $ - Cemento – 32S/32D/16XD Singolare - Doppio | Bob Hewitt Frew McMillan 7-6, 6-4, 6-3   | Tom Okker Marty Riessen        | Harold Solomon Raúl Ramírez       | Andrew Pattison Tom Okker Marty Riessen Ken Rosewall         |

### Dicembre
| Settimana  | Torneo                                                                                       | Vincitore                           | Finalista    | Semifinalisti               | Eliminati ai quarti                                 |
| ---------- | -------------------------------------------------------------------------------------------- | ----------------------------------- | ------------ | --------------------------- | --------------------------------------------------- |
| 2 dicembre | South Australian Open 1974 Adelaide, Australia Erba Singolare                                | Björn Borg 6-4, 6-4, 3-6, 6-2       | Onny Parun   | Colin Dibley Alex Metreveli | Ulrich Marten Bob Giltinan Cliff Letcher Uli Pinner |
| 9 dicembre | Commercial Union Assurance Masters 1974 Melbourne, Australia 100 000 $ – Erba – 8S Singolare | Guillermo Vilas 7-6 6-2 3-6 3-6 6-4 | Ilie Năstase | John Newcombe Raúl Ramírez  | Björn Borg Onny Parun Harold Solomon Manuel Orantes |

## Distribuzione punti
| Categoria | V   | F  | SF | QF | R16 | R32 | R64 |
| TC        | 120 | 90 | 60 | 30 | 15  | 7   | 3   |
| Group AA  | 80  | 60 | 40 | 20 | 10  | 5   | –   |
| Group A   | 60  | 45 | 30 | 15 | 7   | 3   | –   |
| Group B   | 40  | 30 | 20 | 10 | 5   | –   | –   |
| Group C   | 20  | 15 | 10 | 5  | 1   | –   | –   |

I perdenti al primo turno non acquisivano punti

## Títoli per giocatore
| Totale | giocatore           | Grand Slam | Grand Slam | Grand Slam | Grand Prix Masters | Group AA | Group AA | Group A | Group A | Group B | Group B | Group C | Group C | Totale | Totale | Totale |
| Totale | giocatore           | S          | D          | M          | S                  | S        | D        | S       | D       | S       | D       | S       | D       | S      | D      | M      |
| ------ | ------------------- | ---------- | ---------- | ---------- | ------------------ | -------- | -------- | ------- | ------- | ------- | ------- | ------- | ------- | ------ | ------ | ------ |
| 11     | Guillermo Vilas     |            |            |            | 1                  | 3        | 2        | 1       | 1       | 1       |         | 1       | 1       | 7      | 4      | 0      |
| 9      | Jimmy Connors       | 3          |            |            |                    | 3        | 1        | 1       | 1       |         |         |         |         | 7      | 2      | 0      |
| 8      | Ilie Năstase        |            |            |            |                    |          | 1        | 2       | 2       | 2       | 1       |         |         | 4      | 4      | 0      |
| 5      | Stan Smith          |            | 1          |            |                    | 1        | 2        |         |         | 1       |         |         |         | 2      | 3      | 0      |
| 5      | Ross Case           |            | 1          |            |                    | 1        | 1        |         | 1       |         | 1       |         |         | 1      | 4      | 0      |
| 5      | Marty Riessen       |            |            |            |                    |          | 3        |         |         |         | 1       | 1       |         | 1      | 3      | 1      |
| 5      | Manuel Orantes      |            |            |            |                    |          | 2        |         | 1       |         | 1       |         | 1       | 0      | 5      | 0      |
| 4      | Geoff Masters       |            | 1          | 1          |                    |          | 1        |         | 1       |         |         |         |         | 0      | 3      | 1      |
| 4      | Björn Borg          | 1          |            |            |                    | 2        |          |         |         | 1       |         |         |         | 4      | 0      | 0      |
| 4      | John Newcombe       |            | 1          |            |                    |          |          | 2       |         | 1       |         |         |         | 3      | 1      | 0      |
| 4      | Roscoe Tanner       |            |            |            |                    |          |          |         |         |         | 2       | 1       | 1       | 1      | 3      | 0      |
| 3      | Bob Lutz            |            | 1          |            |                    |          | 2        |         |         |         |         |         |         | 0      | 3      | 0      |
| 3      | Onny Parun          |            | 1          |            |                    |          |          |         |         | 2       |         |         |         | 2      | 1      | 0      |
| 3      | Brian Gottfried     |            |            |            |                    |          | 1        |         |         | 1       | 1       |         |         | 1      | 2      | 0      |
| 3      | Raúl Ramírez        |            |            |            |                    |          | 1        |         |         | 1       | 1       |         |         | 1      | 2      | 0      |
| 3      | Ismail El Shafei    |            |            |            |                    |          |          |         |         | 1       | 1       |         | 1       | 1      | 2      | 0      |
| 3      | Jürgen Fassbender   |            |            |            |                    |          |          |         |         |         | 2       | 1       |         | 1      | 1      | 1      |
| 3      | Adriano Panatta     |            |            |            |                    |          |          |         |         |         | 1       | 1       | 1       | 1      | 2      | 0      |
| 2      | Charlie Pasarell    |            |            |            |                    |          | 2        |         |         |         |         |         |         | 0      | 2      | 0      |
| 2      | Erik Van Dillen     |            |            |            |                    |          | 2        |         |         |         |         |         |         | 0      | 2      | 0      |
| 2      | Tom Gorman          |            |            |            |                    |          | 1        |         |         |         | 1       |         |         | 0      | 2      | 0      |
| 2      | Patrice Dominguez   |            |            |            |                    |          |          |         | 1       |         | 1       |         |         | 0      | 2      | 0      |
| 2      | Juan Gisbert        |            |            |            |                    |          |          |         | 1       |         | 1       |         |         | 0      | 2      | 0      |
| 2      | Antonio Muñoz       |            |            |            |                    |          |          |         | 1       |         |         |         | 1       | 0      | 2      | 0      |
| 2      | Rod Laver           |            |            |            |                    |          |          |         |         | 1       | 1       |         |         | 1      | 1      | 0      |
| 2      | Anand Amritraj      |            |            |            |                    |          |          |         |         |         | 2       |         |         | 0      | 2      | 0      |
| 2      | Vijay Amritraj      |            |            |            |                    |          |          |         |         |         | 2       |         |         | 0      | 2      | 0      |
| 2      | Jeff Borowiak       |            |            |            |                    |          |          |         |         |         | 1       | 1       |         | 1      | 1      | 0      |
| 2      | Dick Stockton       |            |            |            |                    |          |          |         |         |         | 1       | 1       |         | 1      | 1      | 0      |
| 2      | Paolo Bertolucci    |            |            |            |                    |          |          |         |         |         | 1       |         | 1       | 0      | 2      | 0      |
| 2      | Sherwood Stewart    |            |            |            |                    |          |          |         |         |         |         | 1       | 1       | 1      | 1      | 0      |
| 1      | Dick Crealy         |            | 1          |            |                    |          |          |         |         |         |         |         |         | 0      | 1      | 0      |
| 1      | Tony Roche          |            | 1          |            |                    |          |          |         |         |         |         |         |         | 0      | 1      | 0      |
| 1      | Owen Davidson       |            |            | 1          |                    |          |          |         |         |         |         |         |         | 0      | 0      | 1      |
| 1      | Iván Molina         |            |            | 1          |                    |          |          |         |         |         |         |         |         | 0      | 0      | 1      |
| 1      | Arthur Ashe         |            |            |            |                    | 1        |          |         |         |         |         |         |         | 1      | 0      | 0      |
| 1      | Harold Solomon      |            |            |            |                    | 1        |          |         |         |         |         |         |         | 1      | 0      | 0      |
| 1      | Bob Hewitt          |            |            |            |                    |          | 1        |         |         |         |         |         |         | 0      | 1      | 0      |
| 1      | Frew McMillan       |            |            |            |                    |          | 1        |         |         |         |         |         |         | 0      | 1      | 0      |
| 1      | Tom Okker           |            |            |            |                    |          | 1        |         |         |         |         |         |         | 0      | 1      | 0      |
| 1      | Eddie Dibbs         |            |            |            |                    |          |          |         |         | 1       |         |         |         | 1      | 0      | 0      |
| 1      | Alex Metreveli      |            |            |            |                    |          |          |         |         | 1       |         |         |         | 1      | 0      | 0      |
| 1      | Syd Ball            |            |            |            |                    |          |          |         |         |         | 1       |         |         | 0      | 1      | 0      |
| 1      | José Higueras       |            |            |            |                    |          |          |         |         |         | 1       |         |         | 0      | 1      | 0      |
| 1      | François Jauffret   |            |            |            |                    |          |          |         |         |         | 1       |         |         | 0      | 1      | 0      |
| 1      | Hans-Jürgen Pohmann |            |            |            |                    |          |          |         |         |         | 1       |         |         | 0      | 1      | 0      |
| 1      | Steve Siegel        |            |            |            |                    |          |          |         |         |         | 1       |         |         | 0      | 1      | 0      |
| 1      | Kim Warwick         |            |            |            |                    |          |          |         |         |         | 1       |         |         | 0      | 1      | 0      |
| 1      | Vitas Gerulaitis    |            |            |            |                    |          |          |         |         |         |         | 1       |         | 1      | 0      | 0      |
| 1      | John Lloyd          |            |            |            |                    |          |          |         |         |         |         | 1       |         | 1      | 0      | 0      |
| 1      | Balázs Taróczy      |            |            |            |                    |          |          |         |         |         |         | 1       |         | 1      | 0      | 0      |
| 1      | Roy Barth           |            |            |            |                    |          |          |         |         |         |         |         | 1       | 0      | 1      | 0      |
| 1      | Dick Dell           |            |            |            |                    |          |          |         |         |         |         |         | 1       | 0      | 1      | 0      |
| 1      | Colin Dowdeswell    |            |            |            |                    |          |          |         |         |         |         |         | 1       | 0      | 1      | 0      |
| 1      | Humphrey Hose       |            |            |            |                    |          |          |         |         |         |         |         | 1       | 0      | 1      | 0      |
| 1      | Karl Meiler         |            |            |            |                    |          |          |         |         |         |         |         | 1       | 0      | 1      | 0      |
| 1      | Iván Molina         |            |            |            |                    |          |          |         |         |         |         |         | 1       | 0      | 1      | 0      |
| 1      | Raymond Moore       |            |            |            |                    |          |          |         |         |         |         |         | 1       | 0      | 1      | 0      |
| 1      | Andrew Pattison     |            |            |            |                    |          |          |         |         |         |         |         | 1       | 0      | 1      | 0      |
| 1      | Haroon Rahim        |            |            |            |                    |          |          |         |         |         |         |         | 1       | 0      | 1      | 0      |
| 1      | Grover Reid         |            |            |            |                    |          |          |         |         |         |         |         | 1       | 0      | 1      | 0      |
| 1      | Allan Stone         |            |            |            |                    |          |          |         |         |         |         |         | 1       | 0      | 1      | 0      |
| 1      | Tito Vasquez        |            |            |            |                    |          |          |         |         |         |         |         | 1       | 0      | 1      | 0      |
| 1      | Jairo Velasco       |            |            |            |                    |          |          |         |         |         |         |         | 1       | 0      | 1      | 0      |
| 1      | John Yuill          |            |            |            |                    |          |          |         |         |         |         |         | 1       | 0      | 1      | 0      |